# Monika Goździk
Monika Goździk, także Monika Goździk-Kowalczuk (ur. 1956 w Warszawie) – polska aktorka.
Absolwentka Państwowej Wyższej Szkoły Teatralnej w Warszawie (1978). W latach 1978–1981 była aktorką Teatru Narodowego w Warszawie. W latach 80. i 90. XX wieku przebywała na emigracji w Kanadzie; powróciła do Polski.

## Filmografia
Na podstawie Monika Goździk w bazie  filmpolski.pl
| Rok       | Tytuł filmu                            | Rola | Reżyseria            | Uwagi                          |
| --------- | -------------------------------------- | --- | -------------------- | ------------------------------ |
| 1977      | Polskie drogi                          | Marta, koleżanka Kasi Kozakiewicz, łączniczka GL, w odcinku 11 żona Władka Niwińskiego Bez przydziału (odc. 8), „Himmlerland” (odc. 10), W obronie własnej (odc. 11) |                      | Serial telewizyjny             |
| 1979      | Kobieta bez skazy                      | Irena |                      | Spektakl Teatru Telewizji      |
| 1979      | Sułkowski                              | Księżniczka Agnieszka Gonzaga |                      | Spektakl Teatru Telewizji      |
| 1980      | Constans                               | | Krzysztof Zanussi    |                                |
| 1980      | Przed odlotem                          | pacjentka, nie wymieniona w napisach | Krzysztof Rogulski   |                                |
| 1980      | Punkt widzenia                         | Bożena, koleżanka Włodka z uczelni 4, 5 |                      | Serial telewizyjny             |
| 1981      | Jan Serce                              | lekarka pogotowia na Dworcu Centralnym Kalina (odc. 10) |                      | Serial telewizyjny             |
| 1981      | Przypadek                              | Olga Matwiszyn, żona Witka; w wariancie trzecim | Krzysztof Kieślowski |                                |
| 1981      | Splot                                  | Elżbieta |                      | Etiuda szkolna                 |
| 1981      | Wielki Fryderyk                        | Kunegunda Gockowsky |                      | Spektakl Teatru Telewizji      |
| 1997-2017 | Klan                                   | żona mężczyzny, który w restauracji „Rosso” należącej do Moniki Ross-Nawrot i Gabrieli Wilczyńskiej rzekomo zatruł się serwowaną tam rybą maślaną                    |                      | Serial telewizyjny             |
| 2002-2010 | Samo życie                             | matka właściciela hotelu na Mazurach, w którym zatrzymała się Teresa Jankowska-Szpunar wraz z synem Łukaszkiem i psem Drako                                          |                      | Serial telewizyjny             |
| 2003-2017 | Na Wspólnej                            | 2 role: lekarka Janusza; lekarka Pawełka (odcinki: 2303-2304, 2307-2308                                                                                              |                      | Serial telewizyjny             |
| 2004-2017 | Pierwsza miłość                        | profesor Zofia Szajba, lekarz onkolog na Oddziale Hematologii i Onkologii lecząca Grażynę Weksler chorą na nowotwór piersi                                           |                      | Serial telewizyjny             |
| 2006      | Kryminalni                             | lekarka psychiatrii Gra 2 (odc. 56) |                      | Serial telewizyjny             |
| 2006      | M jak miłość                           | klientka Małgorzaty (odc. 471) |                      | Serial telewizyjny             |
| 2006      | Pensjonat pod Różą                     | matka Beaty Blizny... (odc. 110), Blizny (odc. 111) |                      | Serial telewizyjny             |
| 2006      | Plebania                               | (odc. 749) |                      | Serial telewizyjny             |
| 2006-2007 | Kopciuszek                             | Porębska, matka Maksa |                      | Serial telewizyjny             |
| 2006-2007 | Pogoda na piątek                       | seria I |                      | Serial telewizyjny             |
| 2007      | Kryminalni                             | sąsiadka Ani Dąbek Znajomy głos (od. 70) |                      | Serial telewizyjny             |
| 2007      | Odwróceni                              | bibliotekarka (odc. 9) |                      | Serial telewizyjny             |
| 2008      | Doręczyciel                            | notariusz Praca (odc. 1) |                      | Serial telewizyjny             |
| 2008      | Teraz albo nigdy!                      | pielęgniarka Teresa (odc. 16) |                      | Serial telewizyjny             |
| 2009      | Dekalog 89+                            | Wanda, matka Janki Filiżanki yoko ono |                      | krótkometrażowy film fabularny |
| 2009      | M jak miłość                           | ekspedientka w sklepie jubilerskim (odc. 688, 710) |                      | Serial telewizyjny             |
| 2009      | Przystań                               | Elżbieta Szaniawska Spóźnieni kochankowie (odc. 5) |                      | Serial telewizyjny             |
| 2010      | M jak miłość                           | ekspedientka w sklepie jubilerskim (odc. 753) |                      | Serial telewizyjny             |
| 2010      | Usta usta                              | lekarka USG odc. 22 |                      | Serial telewizyjny             |
| 2010–2011 | Prosto w serce                         | pracownica ośrodka adopcyjnego; odcinki: 2, 33-34, 41-42, 64, 72, 81, 102, 104-106, 117, 119-120, 122                                                                |                      | Serial telewizyjny             |
| 2011      | Czarny Czwartek. Janek Wiśniewski padł | matka zabitego | Antoni Krauze        |                                |
| 2011      | Usta usta                              | lekarka USG odc. 28 |                      | Serial telewizyjny             |
| 2012      | Szpilki na Giewoncie                   | lekarka odc. 49 |                      | Serial telewizyjny             |
| 2014      | Prawo Agaty                            | major Dąbrowska (odc. 68, 69) |                      | Serial telewizyjny             |
| 2015      | Na sygnale                             | matka Kubeł zimnej wody (odc. 47) |                      | Serial telewizyjny             |
| 2016      | Druga szansa. Drugi sezon              | opiekunka Dominika Nie daj mi odejść (odc. 6) |                      | Serial telewizyjny             |